# Günter Queck
Günter Queck (* 4. Oktober 1943; † 19. Juni 2023 in Steinach) war ein deutscher Fußballspieler. In der höchsten Spielklasse des DDR-Fußballs, der Oberliga, spielte er für die BSG Motor Steinach. Queck bestritt Anfang der 1960er-Jahre sieben Partien für die DDR-Juniorennationalelf.

## Sportliche Laufbahn
Der Name Günter Queck tauchte in der überregionalen Sportberichterstattung erstmals im Jahre 1961 auf, als er als 17-jähriger Juniorenspieler der BSG Motor Steinach in den Kader ostdeutschen Juniorenauswahl berufen wurde. Sein erstes U-18-Länderspiel bestritt er am 18. Juni 1961 als halbrechter Stürmer in der Begegnung DDR – Jugoslawien (0:1). Bis 1962 bestritt Queck sieben Juniorenländerspiele, in denen er stets im Angriff eingesetzt wurde und dabei drei Tore erzielte. Mit der DDR-U-18 nahm er im Frühjahr 1962 am UEFA-Juniorenturnier, der inoffiziellen Europameisterschaft dieser Altersklasse, in Rumänien teil. Für das Halbfinale konnten sich die DDR-Junioren als Zweiter der Vorrundengruppe D knapp nicht qualifizieren.
In den folgenden Jahren war Queck maßgeblich am steilen Aufstieg der Steinacher Fußballer bis in die höchsten Spielklasse des DDR-Fußballs beteiligt. Als die BSG  Motor Steinach in der Saison 1962/63 zum ersten Mal in der zweitklassigen DDR-Liga spielte, gehörte er 19-jährig mit allen 26 bestrittenen Punktspielen bereits zum Spielerstamm der Mannschaft. Mit den dabei erzielten 19 Treffern wurde er Torschützenkönig der Ligastaffel Süd und war damit tatkräftig am Aufstieg der BSG Motor in die DDR-Oberliga beteiligt. Steinach konnte sich zwei Spielzeiten lang in der Oberliga halten, in denen Queck mit nur fünf verpassten Punktspielen zur Stammelf gehörte. Sowohl 1963/64 wie auch 1964/65 war er mit zehn beziehungsweise acht Treffern der beste Torschütze seiner Mannschaft.
Nach dem Abstieg aus der Oberliga spielte Queck noch bis 1975 für Motor Steinach in der DDR-Liga. Bis auf zwei Spielzeiten (1972/73 und 1974/75) war er stets Steinacher Torschützenkönig. Von den 268 Ligapunktspielen, die Motor Steinach von 1965 bis 1975 absolvierte, bestritt Queck 216 Partien und erzielte dabei 93 Tore. Mit seinen 289 Erst- und Zweitligaeinsätzen steht Queck hinter Werner Linß (304) an zweiter Stelle in der Rekordliste der BSG  Motor. Als 130-facher Torschütze ist er mit Abstand Spitzenreiter der Torschützenliste der Erst- und Zweitligazeit der Steinacher.

## Weiterer Werdegang
Nach der Beendigung seiner Laufbahn als Fußballspieler trainierte Queck über viele Jahre die 1. Mannschaft der BSG Motor Steinach. Er verstarb am 19. Juni 2023 nach langer Krankheit im Alter von 79 Jahren.